# Cantón de Viviers
El cantón de Viviers era una división administrativa francesa, que estaba situada en el departamento de Ardecha y la región de Ródano-Alpes.

## Composición
El cantón estaba formado por seis comunas:
- Alba-la-Romaine
- Aubignas
- Le Teil
- Saint-Thomé
- Valvignères
- Viviers

## Supresión del cantón de Viviers
En aplicación del Decreto nº 2014-148 de 13 de febrero de 2014, el cantón de Viviers fue suprimido el 22 de marzo de 2015 y sus 6 comunas pasaron a formar parte; cinco del nuevo cantón de Le Teil y una del nuevo cantón de Bourg-Saint-Andéol.